# طهماسب قلي (مقاطعة دهغلان)
طهماسب قلي (بالفارسية: طهماسب قلی) هي قرية تقع في قسم حومة دهغلان الريفي (مقاطعة دهغلان) في إيران. يقدر عدد سكانها بـ 346 نسمة بحسب إحصاء 2016.